# Bancha (thé)
Pour les articles homonymes, voir Bancha.
Le bancha (番茶, littéralement « thé ordinaire ») est un thé vert japonais qui est issu de la dernière récolte du thé, qui a lieu en octobre. Le bancha est le thé vert commun (ordinaire) au Japon. Il est récolté à partir du même arbre que la qualité sencha, mais il est cueilli plus tard, ce qui lui donne une qualité inférieure sur le marché.
Il est considéré comme la plus faible qualité de thé vert. Sa saveur est unique, elle a une forte odeur de paille organique.

## Préparation
Le bancha se prépare en versant de l'eau chaude n'ayant pas atteint l’ébullition sur les feuilles, et en laissant infuser entre 30 secondes et 2 minutes. Si l’infusion est trop longue, le thé prend un goût métallique.